# Императрица Мария (линкор)
«Императри́ца Мари́я» — линкор-дредноут Российского императорского флота, головной корабль одноимённого типа, построен для Черноморского флота. К началу Первой мировой войны находился в достройке. В 1915—1916 годах несколько раз выходил в море во главе линейной эскадры, но боестолкновений не имел. 20 октября 1916 года на севастопольском рейде, в полумиле от берега, на корабле произошёл взрыв порохового погреба, корабль затонул, 225 моряков погибли, 85 были тяжело ранены. Причины взрыва в точности не установлены, наиболее вероятна диверсия. Поднят в результате работ 1917—1918 годов, позднее разделан на металл.

## История
11 июня 1911 года заложен на заводе «Руссуд» в Николаеве одновременно с однотипными линкорами «Император Александр III» и «Императрица Екатерина Великая». Строитель — Лев Коромальди. Корабль назван в честь супруги императора Александра III, императрицы Мария Фёдоровны (Дагмары), и в память о флагманском парусном линейном корабле адмирала П. С. Нахимова во время Синопского сражения. Корабль спущен на воду 6 октября 1913 года, к началу 1915 года почти достроен. Прибыл в Севастополь днём 30 июня 1915 года.

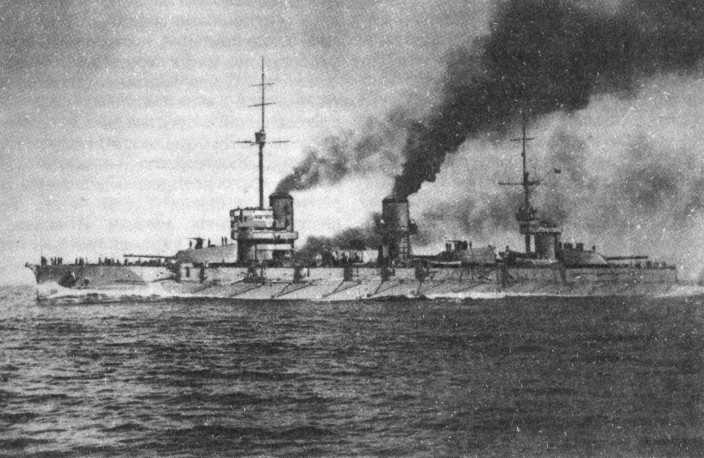
«Императрица Мария», 1914—1916 гг

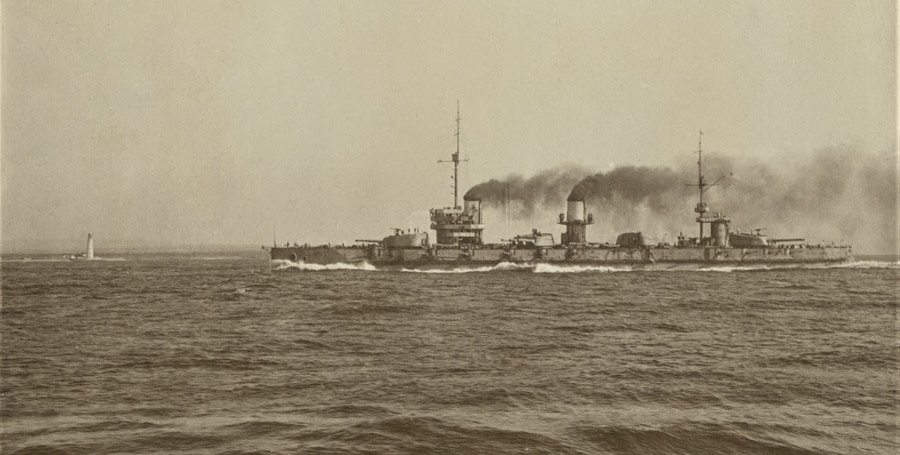
Линейный корабль «Императрица Мария» проходит Херсонесский маяк

На ходовых испытаниях линкора выявился дифферент на нос (посадка «свиньёй»), из-за которого при волне заливало палубу, корабль плохо слушался руля. По требованию постоянной комиссии, проводившей испытания линкора, завод принял меры по облегчению носовой части. Постоянная комиссия также сделала замечания касательно охлаждения артиллерийских погребов: «Система аэрорефрижерации артиллерийских погребов „Императрицы Марии“ испытывалась в продолжение суток, но результаты получались неопределённые. Температура погребов почти не понизилась, несмотря на суточную работу холодильных машин. Неудачно выполнена вентиляция. Ввиду военного времени, пришлось ограничиться только суточными испытаниями погребов».
К 25 августа приемо-сдаточные испытания завершились.
С вступлением корабля в строй соотношение сил на Чёрном море резко изменилось. С 13 по 15 октября 1915 года линкор прикрывал действия 2-й бригады линейных кораблей («Пантелеймон», «Иоанн Златоуст» и «Евстафий») в районе Зонгулдака. Со 2 по 4 и с 6 по 8 ноября 1915 года прикрывал действия 2-й бригады линейных кораблей во время обстрела Варны и Евксинограда. С 5 февраля по 18 апреля 1916 года участвовал в Трапезундской десантной операции.
Летом 1916 года по решению Верховного главнокомандующего Русской армией императора Николая II Черноморский флот принял вице-адмирал А. В. Колчак. Адмирал сделал «Императрицу Марию» своим флагманским кораблём и систематически выходил на нём в море.

### Взрыв
20 октября 1916 года на севастопольском рейде, в полумиле от берега, на корабле произошёл взрыв порохового погреба, корабль затонул (225 погибших, 85 тяжелораненых).
В разгар аварии командир корабля, капитан 1-го ранга И. С. Кузнецов, отдал распоряжение:«Кингстоны открыть! Команде спасаться! Корабль затопить!».
Колчак лично руководил операцией по спасению моряков на линкоре. Комиссии по расследованию событий не удалось выяснить причины взрыва. Комиссией рассматривались три наиболее вероятные причины: самовозгорание пороха, небрежность в обращении с огнём или самим порохом и, наконец, злой умысел (диверсия). Первые две причины были признаны маловероятными.
Существует версия, что взрыв корабля являлся диверсией, совершенной группой немецкого разведчика Виктора Эдуардовича Вермана. Данная версия подтверждается исследованиями, проведенными в 1990-е годы сотрудниками Центрального архива ФСБ России А. Черепковым и А. Шишкиным, которые изучив следственные материалы, пришли к выводу, что именно члены шпионско-диверсионной группы «Контроль К°», разоблачённой в СССР в 1933 году, организовали 7 октября 1916 года взрыв корабля «Императрица Мария». После прихода немецких интервентов в 1918 году по представлению капитан-лейтенанта Клосса за самоотверженную разведывательно-диверсионную работу Виктор Верман был награждён Железным крестом 2-й степени. После окончания гражданской войны немецкий агент остался в Николаеве, продолжив свою деятельность на благо Германии. Делом Вермана в 1933—1934 годах занимался уполномоченный ГПУ Александр Лукин, впоследствии ставший известным писателем. Лукин в частности вёл дело о поджоге 22 октября 1933 цеха по производству подводных лодок серии «М» на заводе им. Андре Марти. В ходе допросов Верман дал показания о своей деятельности в пользу Германии при царском правительстве.. Впоследствии Лукин написал об этом деле повесть «Обманчивая тишина».

### Подъём корабля
Во время катастрофы с опрокидывающегося линкора сорвались с боевых штыров многотонные башни 305-мм орудий и затонули отдельно от корабля. В 1931 году эти башни были подняты специалистами экспедиции подводных работ особого назначения (ЭПРОН).
В некоторых СМИ распространена информация, будто в 1939 году 305-мм орудия линкора были установлены в системе укреплений Севастополя на 30-й батарее, входившей в 1-й артдивизион береговой обороны, а три орудия были установлены на специальных железнодорожных платформах-транспортёрах ТМ-3-12, однако это пересказ легенды, начало которой положил факт наличия на 30-й батарее орудийных станков с «Императрицы Марии». Достоверно известно, что одно из орудий было в 1937 году перестволено на сталинградском заводе «Баррикады» и отправлено в качестве запасного ствола на склад в Новосибирске, где и находилось всё последующее время. По мнению С. Е. Виноградова, можно с уверенностью полагать, что ни одно из одиннадцати остальных орудий не имело отношения к обороне Севастополя 1941—1942 годов.
Работы по подъёму корабля начали ещё в 1916 году по проекту, предложенному А. Н. Крыловым. Это было весьма неординарное с точки зрения инженерного искусства событие, ему уделялось достаточно много внимания. Согласно проекту в отсеки корабля, предварительно загерметизированные, подавался сжатый воздух, вытесняя воду, и корабль должен был всплыть вверх килем. Затем планировалось ввести судно в док и полностью загерметизировать корпус, а на глубокой воде перевернуть и поставить его на ровный киль. В ноября 1916 года для участия в подъёме дредноута, по просьбе русского морского ведомства, в Севастополь были командированы 12 японских водолазов и техников во главе с капитаном Котаро Танакой. Во время шторма в ноябре 1917 года корабль привсплыл кормовой частью, полностью всплыл в мае 1918 года. Всё это время в отсеках работали водолазы, продолжалась выгрузка боеприпасов. Уже в доке с корабля была снята 130-мм артиллерия и ряд вспомогательных механизмов.

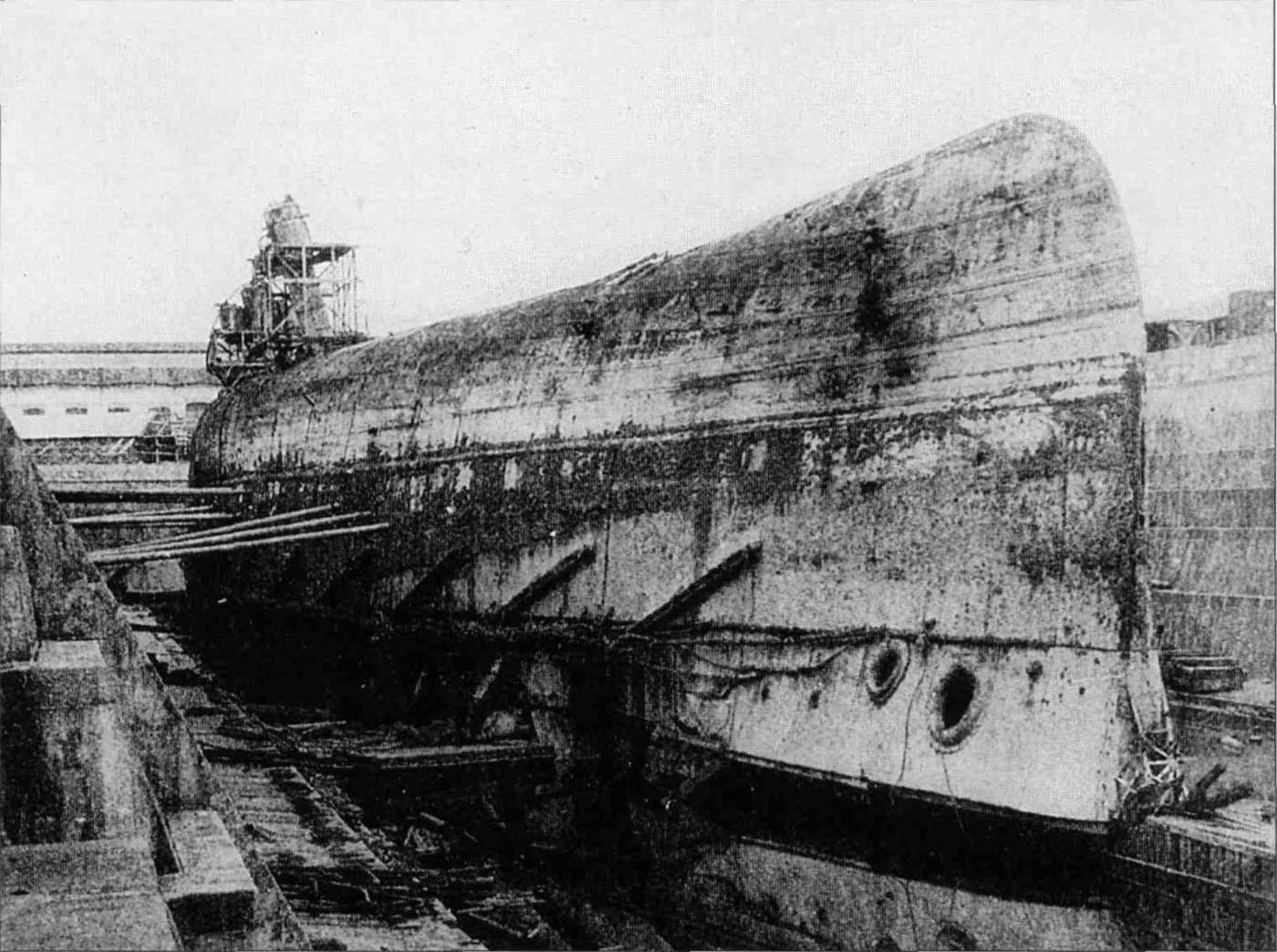
Линейный корабль Императрица Мария после постановки в док и откачки воды, 1919 год.

Операцией по подъёму корабля руководили адмирал В. А. Канин и инженер-подполковник Г. Н. Сиденснер. В августе 1918 года портовые буксиры «Водолей», «Пригодный» и «Елизавета» отвели всплывший корпус линкора в док. В условиях гражданской войны и революционной разрухи корабль так и не был восстановлен. В 1927 году он был разобран на металл.
Вот так вспоминал об этом событии матрос с немецкого линейного крейсера «Гёбен», который был свидетелем проводившихся работ:

В глубине бухты у Северной стороны плавает килем вверх взорвавшийся в 1916 году линкор «Императрица Мария». Непрерывно русские вели работы по его подъёму, и спустя год, килем вверх колосс удалось поднять. Под водой была заделана пробоина в днище, под водой же сняли и тяжёлые трёхорудийные башни. Немыслимо тяжёлая работа! День и ночь напролёт работали насосы, которые выкачивали из корабля находящуюся там воду и одновременно подавали воздух. Наконец его отсеки осушили. Сложность состояла теперь в том, чтобы поставить его на ровный киль. Это почти удалось — но тут корабль снова пошёл ко дну. Заново приступили к работе, и спустя некоторое время «Императрица Мария» снова плавала вверх килем. Но как придать ей верное положение, на этот счёт решения не было.

## Командиры
- 5 ноября 1913 - 29 марта 1916 - капитан 1-го ранга Порембский Казимир Адольфович,
- 29 марта 1916 - 3 августа 1916 - капитан 1-го ранга князь Трубецкой Владимир Владимирович,
- 3 августа 1916 - октябрь 1916 - капитан 1-го ранга Кузнецов Иван Семёнович.

## Линкор в литературе и искусстве
- В книге С. Н. Сергеева-Ценского «Утренний взрыв» (Преображение России — 7)[17].
- «Гибель линейного корабля „Императрица Мария“», воспоминания б. старшего офицера А. В. Городыского. Морской журнал № 12, 1928 г., Париж[18].
- Дело агента Вермана лежит в основе сценария комедийного детектива Геннадия Полоки «А был ли Каротин?». В фильме линкор называется «Святая Мария».
- Версия о подрыве линкора немецким шпионом легла в основу повести Бориса Акунина «Фильма седьмая: „Мария“, Мария…» из цикла «Смерть на брудершафт».
- В повести Анатолия Рыбакова «Кортик» расследуется тайна старинного кортика, прежний хозяин которого, морской офицер, был убит за несколько минут до взрыва линкора «Императрица Мария».

Кроме того, в книге есть рассказ о гибели линкора:

 И ещё Полевой рассказал о линкоре «Императрица Мария», на котором он плавал во время мировой войны.
Это был огромный корабль, самый мощный броненосец Черноморского флота. Спущенный на воду в июне пятнадцатого года, он в октябре шестнадцатого взорвался на севастопольском рейде, в полумиле от берега.
— Тёмная история, — говорил Полевой. — Не на мине взорвался, не от торпеды, а сам по себе. Первым грохнул пороховой погреб первой башни, а там три тысячи пудов пороха. И пошло… Через час корабль был под водой. Из всей команды меньше половины спаслись, да и те погоревшие и искалеченные.
— Кто же его взорвал? — спросил Миша.
Полевой пожал плечами:
— Разбирались в этом деле много, да всё без толку, а тут революция… С царских адмиралов нужно спросить.